# Die daktiker

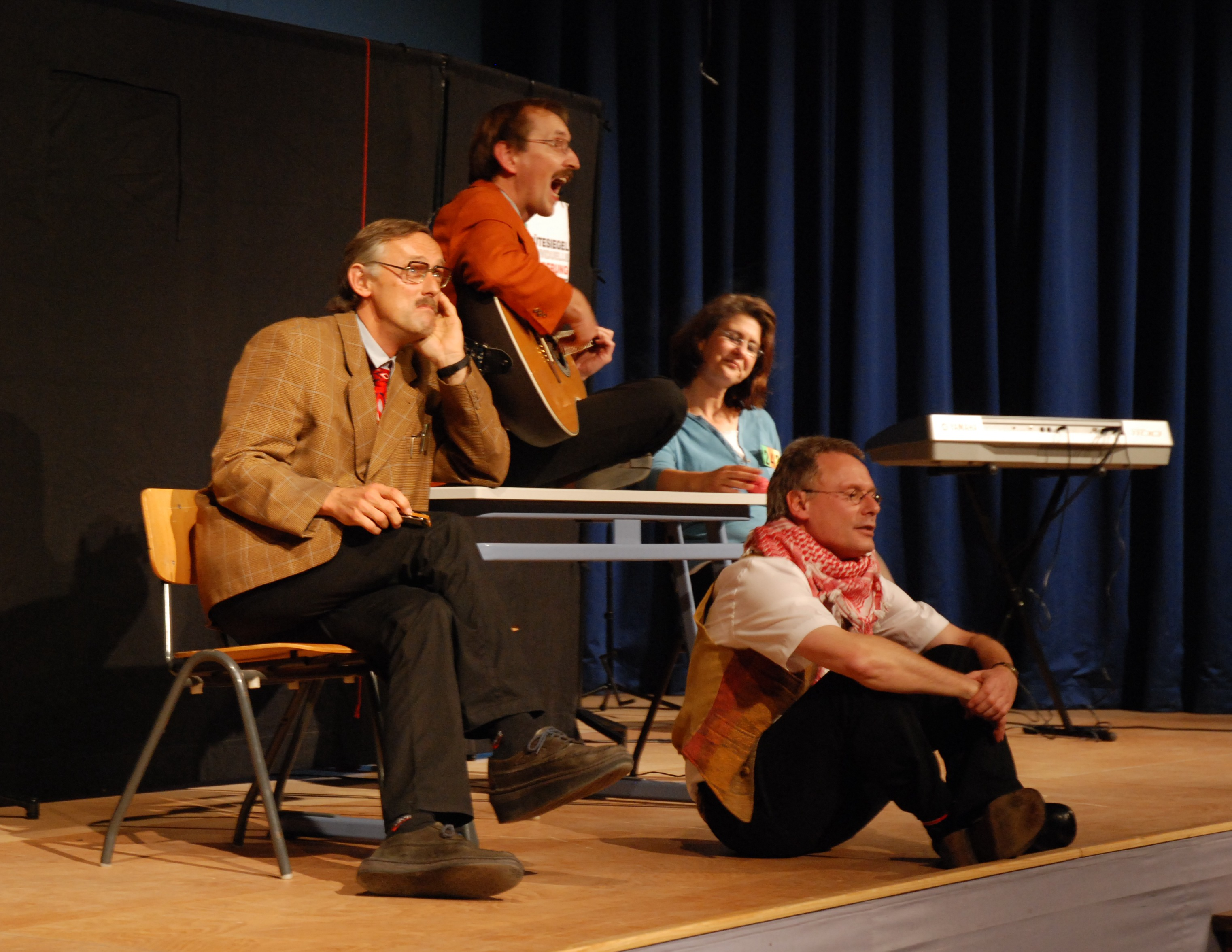
die daktiker bei einem Auftritt 2007

die daktiker ist der Name des nach eigenen Angaben „dienstältesten Lehrerkabaretts Deutschlands“. Es wurde 1984 von den damaligen Studienreferendaren Andreas Boxhammer, Hans-Peter Königs und Hermann-Josef Skutnik zunächst unter dem Namen „August-Bebel-Combo“ gegründet. 1986, nach ihrem Zweiten Staatsexamen, nannten sie sich „die drei daktiker“. Im Jahre 1995 gesellte sich Brigitte Lämbgen hinzu; seitdem führt die Gruppe den Namen „die daktiker“, der nun seine Herkunft vom pädagogischen Fachausdruck Didaktiker (die Didaktik ist die „Kunst des Lehrens“) noch deutlicher werden lässt.
Die vier Gruppenmitglieder sind aktiv im Schuldienst tätig.

## Programme
Bis 1998 entstanden neben den speziell auf den Schulbetrieb bezogenen Programmen auch neun Abende zu allgemeinpolitischen Themen. Seitdem steht wegen des großen Erfolges das im Jahr 1992 erstmals eingeführte „Städtische Adolphinum“ (ein fiktives Traditionsgymnasium) im Mittelpunkt des Bühnengeschehens. Nach wie vor sind die daktiker in Schulen, auf Kleinkunstbühnen und auf pädagogischen Veranstaltungen aktiv.

### Alle Programme seit 1984
- 1984: Das macht Schule
- 1985: Verstehen Sie das?
- 1988: Kohldampf
- 1989: Nimm Abschied, Brüter
- 1990: Wahlium '90
- 1991: Alles über Deutschland, Deutschland
- 1992: Kollegen, Kaos, Klassenkämpfe
- 1993: Euro-Vision
- 1994: Sonst noch was?
- 1995: Mußja
- 1996: Setzen…6!
- 1998: Dilemma des Schweigens
- 2000: Wunderbar, Dr. Bass
- 2002: Oh www.@dolphinum.de
- 2006: Evaluator 4
- 2009: Einer geht noch (Best of)
- 2011: Mischen impossible – Kon-Fusion am Adolphinum
- 2014: Adolphinum all inclusive. Keiner bleibt zurück
- 2017: G8, 9, AUS! Das Adolphinum schlägt zurück
- 2021: Adolphinum – Fit For Future